# Franz Samuel Karpe

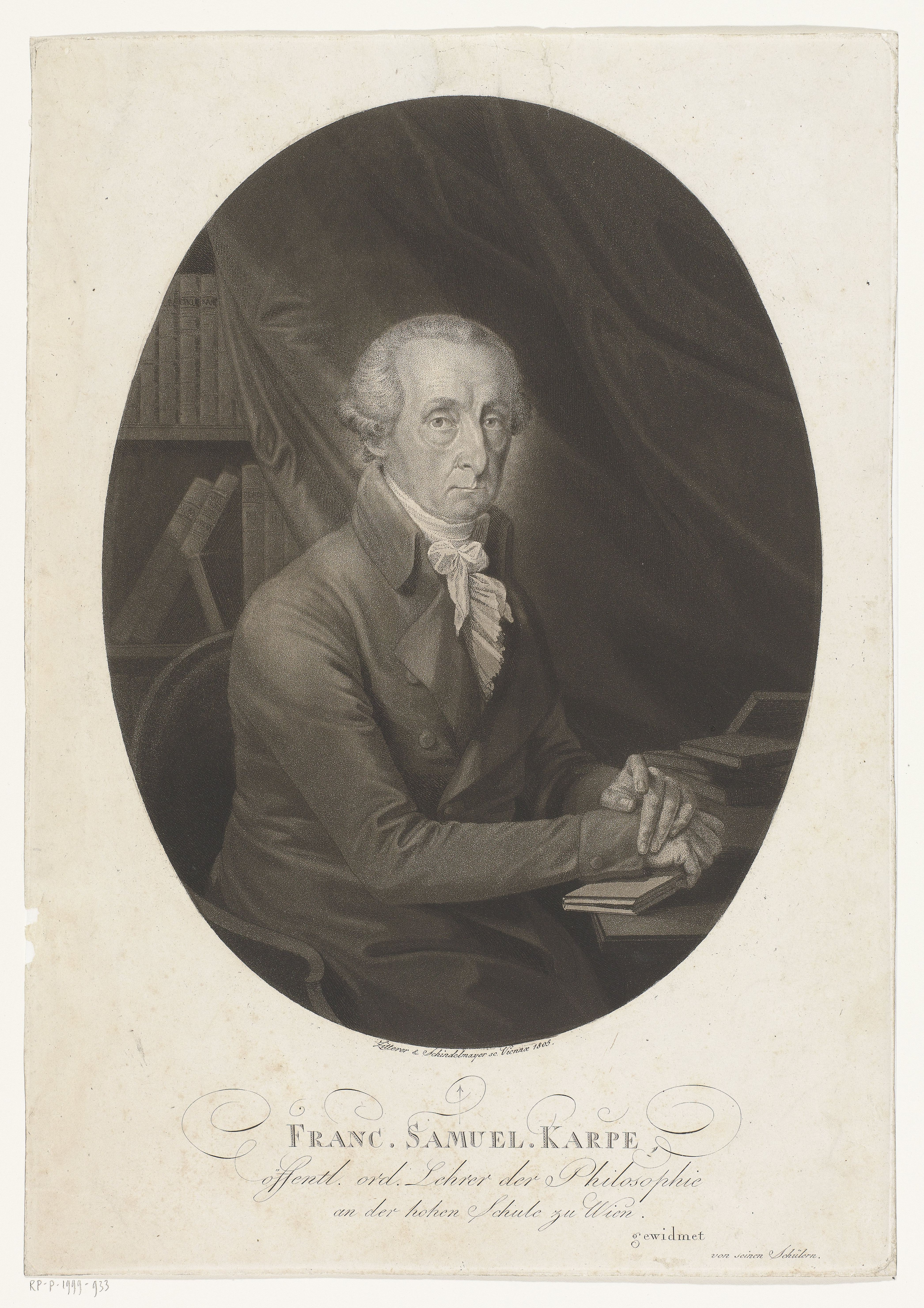
Porträt Franz Samuel Karpe, Schindelmayer & Zitterer (1805)

Franz Samuel Karpe, slowenisch: Franc Samuel Karpe, tschechisch: František Samuel Karpe (* 17. November 1747 in Laibach im Herzogtum Krain; † 19. September 1806, anderes Datum 1. September 1806, anderes Datum 4. September 1806 in Wien) war ein Philosoph und Hochschullehrer.

## Leben
Franz Samuel Karpe verlor bereits frühzeitig seinen Vater und kam nach dessen Tod in das Haus des Grafen Lichtenberg-Ortenegg.
Nachdem er das jesuitische Lyzeum in Laibach besucht und sein Philosophiestudium beendet hatte, promovierte er am 26. Juni 1768 zum Mag. phil.
Er trat anschließend eine Stelle aus Erzieher beim Münzmeister von Cronenberg in Wien an, begann jedoch kurz darauf an der Universität Wien mit einem Studium der Rechts- und Politikwissenschaften und vertiefte nochmals seine Philosophie-Studien, zu denen er durch den Hofrat Karl Anton von Martini angeregt wurde. Hauptsächlich beschäftigte er sich mit der Leibnitz-Wolf’schen Philosophie und nutzte hierzu die Schriften von Alexander Gottlieb Baumgarten, Johann Georg Heinrich Feder, Friedrich Christian Baumeister und Johann August Heinrich Ulrich. Er erteilte, nach diesen Studien, auch Privatunterricht in Philosophie.
Karl Anton von Martini, der seinerzeit als Studienreferent, nach der Aufhebung der Gesellschaft Jesu, auf der Suche nach Professoren für den Philosophischen Lehrstuhl war, wollte hierzu Kandidaten, die Rechtswissenschaften studiert hatten. Während der Erkrankung von Professor Joseph Ernst Mayer (1751–1822), ließ er diesen durch Franz Samuel Karpe unterstützen und stellte dessen Lehramtsbefähigung fest.
Im Oktober 1774 wurde Franz Samuel Karpe zum Professor der Logik, Metaphysik und Moralphilosophie an der Universität Olmütz ernannt. an der er, kurz darauf Beisitzer des akademischen Senats wurde. 1777 wurde er Direktor der Philosophischen Fakultät und Beisitzer der mährischen Provinzial-Studienkommission in Olmütz. In dieser Funktion führte er einige Verbesserungen an der Universität durch, die dazu führten, dass die vom kaiserlichen Hof an diese Universität abgeordneten Kommissare Marcus Anton Wittola und Joseph Prokop Freiherr von Heinke ihm das Zeugnis ausstellten, daß sie ihn für den Mann halten müssen, dem der verbesserte Zustand der ganzen Olmützer Universität am meisten zu danken sei.
Von 1778 bis 1782 wurde die Universität von Olmütz nach Brünn verlegt; in dieser Zeit gab er, neben seinen philosophischen Vorlesungen, auch unentgeltlich Vorträge zur Pädagogik; 1781 führte er als Rector magnificus den Religionsunterricht und akademischen Gottesdienst ein.
1786 wurde er an die Philosophische Fakultät der Universität Wien berufen und war dort von 1792 bis 1802 Direktor der Philosophischen Fakultät.
Zu seinen Studenten gehörte unter anderem Franz Grillparzer.
Zum Andenken an ihren verdienstvollen Lehrer stellte die Universität am 9. September 1806 im Hörsaal der philosophischen Fakultät ein von Johann Zitterer gemaltes Bildnis von Franz Samuel Karpe auf. Es trug die lateinische Inschrift Gratitudo meritis Franc. Samuel Karpe MDCCCV (dt. Dank für die Verdienste Franc[iscus] Samuel Karpe 1805).

## Schriften (Auswahl)
- Argumentum tentaminis, ex philosophia rationali in conspectu tabellari exhititum. Olmütz 1776
- Filum tentaminis, ex philosophia speculativa. Olmütz 1776
- Erklärung der Logik, Metaphysik und praktischen Philosophie nach Feders Leitfaden. Wien 1793
  - Band 1.
  - Band 2.
  - Band 3. Wien 1794.
- Darstellung der Philosophie ohne Beinamen in einem Lehrbegriffe als Leitfaden bei der Anleitung zum liberalen Philosophieren. Wien 1802–1803.
  - Band 1, Ausgabe 1. Wien 1802.
  - Band 1, Ausgabe 2. Wien 1802.
  - Band 1, Ausgabe 3. Wien 1802.
  - Band 2, Ausgabe 1. Wien 1803.
  - Band 2, Ausgabe 2. Wien 1803.
  - Band 2. Ausgabe 3. Wien 1803.
- Institutiones philosophiae dogmaticae perpetua Kantianae disciplinae ratione habita. Wien 1804.
- Institutiones philosophiae moralis. Wien 1804.